# ميغيل سان رومان
ميغيل سان رومان (بالإسبانية: Miguel San Román Ferrándiz) هو لاعب كرة قدم إسباني في مركز حراسة المرمى، ولد في 14 يوليو 1997 في بنيدورم في إسبانيا. لعب مع نادي إلتشي.

## وصلات خارجية
- ميغيل سان رومان على موقع قاعدة بيانات كرة القدم.إي يو (الإنجليزية)
- ميغيل سان رومان على موقع Soccerway.com (الإنجليزية)
- ميغيل سان رومان على موقع عالم كرة القدم.نت (الإنجليزية)